# Université de Sherbrooke
De Université de Sherbrooke is een grote openbare Franstalige universiteit in Quebec, Canada met campussen in Sherbrooke en Longueuil, een voorstad van Montreal, ongeveer 130 km ten westen van Sherbrooke. Het is een van de twee universiteiten in de regio Estrie van Quebec, en de enige Franstalige universiteit voor de regio.
In 2007 was de Université de Sherbrooke de thuisbasis van 40.000 studenten waaronder 30.000 reguliere studenten en 10.000 studenten aan de universiteit van de derde leeftijd en bestond het onderwijzend personeel uit 3.200 stafleden. In totaal werken er 6.400 personeelsleden. De universiteit heeft meer dan 100.000 afgestudeerden en biedt 46 undergraduate, 48 master's en 27 doctoraatsprogramma's. Het bevat in totaal 61 onderzoeksstoelen, waaronder de leerstoelen farmacologie, micro-elektronica, statistisch leren en milieuonderzoek.

## Geschiedenis
De Université de Sherbrooke werd opgericht in 1954 als een Franstalige katholieke universiteit in een regio die voornamelijk Engelssprekend was. Aanvankelijk was er een religieuze component aan de pedagogische activiteiten, maar tegen het einde van de jaren zestig was het aantal priesters werkend voor de universiteit sterk afgenomen. In 1975 betekende de benoeming van een leek als rector het einde van de religieuze activiteit in de instelling. Het departement theologie is nog steeds officieel rooms-katholiek, en de enige theologische faculteit in Quebec met deze erkenning.
Het wapenschild, de vlag en badge van de Université de Sherbrooke werden geregistreerd bij de Canadese Heraldic Authority op 15 januari 2004. Het motto van de school is Veritatem in Charitate ("Waarheid door liefdadigheid").
In 2006 opende de universiteit een filiaal van haar medische faciliteit op de campus van de Université du Québec à Chicoutimi (UQAC), waar haar studenten zich inschrijven voor niet-medische cursussen. Het aantal studenten aan de Université de Sherbrooke blijft stijgen en de universiteit heeft samengewerkt met de stad Sherbrooke om te reageren op de stijging.